# Leonard Skierski
Leonard Skierski (Stopnica, 26 aprile 1866 – Charkiv, primavera 1940) è stato un generale polacco.
Veterano della seconda guerra mondiale e della guerra sovietico-polacca, fu uno dei quattordici generali polacchi e uno dei più anziani comandanti ad essere assassinato dal NKVD nel corso del Massacro di Katyn' nel 1940.

## Biografia
Leonard Wilhelm Skierski nacque a Stopnica, vicino a Kielce, nella zona polacca sotto il dominio russo, da una famiglia appartenente alla vecchia aristocrazia e di fede calvinista. I genitori erano Henry ed Helena Hassman. Il fratello minore, Stefan Skierski, divenne sovrintendente (vescovo) della Chiesa evangelica riformata polacca.
Nella sua prima giovinezza Skierski si diplomò in una scuola psicologica di Kielce ed entrò nel Corpo russo dei cadetti a Voronež. In quanto protestante, Skierski non era soggetto alle severe norme cui erano soggetti I cattolici polacchi che prestavano servizio nell'Esercito imperiale russo.
Grazie a ciò egli poté avanzare nei gradi dell'esercito russo e decise di diventare ufficiale. Il 1º settembre 1884 egli entrò nel Collegio Mikhailov di Artiglieria a San Pietroburgo. Nel 1887 raggiunse il grado di sottotenente (leytenant) e iniziò a prestare servizio nella 3ª brigata di artiglieria della Guardia. Egli salì rapidamente di grado e terminò come comandante di artiglieria con il grado di colonnello (dal 1906).

### Lotta per l'indipendenza
Con la sua unità prese parte alle fasi iniziali della prima guerra mondiale. Già nel febbraio del 1915 fu promosso maggior generale e a quel tempo fu il polacco che aveva raggiunto il grado più alto nelle Forze armate russe. Proseguì il suo servizio in vari posti. Dal maggio 1917 fu ispettore di artiglieria del 5º Corpo. Dopo lo scoppio della Rivoluzione russa, Skierski fondò la Società polacca dei soldati del 5º Corpo. La sua organizzazione contribuì a creare e finanziare l'Esercito polacco dell'est, una forza di tre divisioni che combatteva dalla parte degli Alleati con Russia e Francia.
Arrestato dai Bolscevichi, egli riuscì a fuggire in Ucraina, dove raggiunse le forze di Eugeniusz de Henning-Michaelis. Dopo che gli austro-ungarici avevano circondato gran parte del 3º Corpo polacco e lo avevano disarmato, Skierski riuscì ancora a evadere di prigione e fuggì nelle campagne, ove prese parte a operazioni partigiane contro l'Armata Rossa. Fu solo nel 1919 che finalmente attraversò le linee polacche.
Il 15 maggio 1919 si unì all'Esercito polacco. Poiché le forze armate polacche mancavano di ufficiali di alto rango, egli fu subito promosso Tenente generale (Generał porucznik). Già il 30 maggio Skierski fu assegnato alla 7ª Divisione di fanteria, di stanza in Slesia durante le rivolte. L'unità non fu impegnata e dopo la cessazione delle ostilità su quel fronte il 10 agosto Skierski divenne comandante della 1ª Divisione fucilieri polacca dell'Armata azzurra del generale Józef Haller. La sua unità partecipò ai pesanti combattimenti in Volinia durante le fasi finali della guerra polacco-ucraina. Il 15 settembre dello stesso anno la sua unità fu completamente integrata con lo schema di comando polacco e rinominata 13ª Divisione di fanteria.
Durante i primi tempi del suo servizio in Polonia Skierski divenne famoso come comandante intelligente e flessibile di unità di fanteria e fu anche molto popolare fra le sue truppe. Grazie a ciò il comandante in capo polacco, Józef Piłsudski, prese a utilizzare Skierski nei settori più importanti del fronte polacco nella guerra sovietico-polacca. Nel dicembre 1919 Skierski fu richiamato dal fronte e assegnato alla 4ª Divisione di fanteria. Nella primavera del 1920 la sua unità prese parte con successo all'Offensiva di Kiev, nella quale le forze armate polacche ruppero le linee bolsceviche e raggiunsero la città di Kiev. Dal 21 maggio a Skierski fu assegnato il commando di un "Gruppo operativo" sul fronte nord-est del generale Stanisław Szeptycki.
Il 7 luglio, all'alba di una nuova offensiva sovietica, Leonard Skierski divenne comandante della 4ª armata. Egli riuscì a ritirare la sua unità sotto la pesante pressione di un nemico numericamente superiore e raggrupparla, partecipando solo in parte alla Battaglia di Varsavia a metà agosto. Il suo esercito, sebbene composto di unità che erano state al fronte per mesi, divenne la riserva della controffensiva polacca dall'area del basso fiume Wieprz. In poche settimane Skierski riuscì a respingere il nemico e raggiungere la linea del fiume Słucz.
Nel tardo 1920 fu firmato un accordo di cessate il fuoco e nel febbraio 1921 Skierski fu confermato nel suo grado. A seguito della smobilitazione egli rimase in servizio attivo e divenne ispettore dell'Ispettorato della 3ª Armata a Toruń. Sebbene non fosse un sostenitore di Józef Piłsudski, egli era visto da questi come uno dei più intelligenti ufficiali polacchi. A seguito del Colpo di Stato di maggio di Piłsudski nel 1927 Skierski fu assegnato all'Ispettorato Generale delle Forze Armate con sede a Varsavia, ove egli divenne uno dei collaboratori più stretti di Piłsudski. Il 31 dicembre 1931 egli fu promosso al grado di Generale di divisione e lasciò il servizio attivo.

### Il massacro di Katyn
Dopo l'invasione sovietica della Polonia nel 1939, nonostante si fosse ritirato, egli fu arrestato insieme a migliaia di altri militari polacchi e portato a Starobielsk. Nell'aprile 1940, il mese del suo settantaquattresimo compleanno egli fu una vittima del massacro di Katyn' dei prigionieri di guerra polacchi. Tra le vittime di Katyn' vi furono 14 generali polacchi, tra i quali Leon Billewicz, Bronisław Bohatyrewicz, Xawery Czernicki (ammiraglio), Stanisław Haller, Aleksander Kowalewski, Henryk Minkiewicz, Kazimierz Orlik-Łukoski, Konstanty Plisowski, Rudolf Prich assassinato a Leopoli), Franciszek Sikorski, Alojzy Wir-Konas, Piotr Skuratowicz e Mieczysław Smorawiński.